# Juni (háznagy)
Juni ókori egyiptomi hivatalnok volt a XIX. dinasztia idején, I. Széthi fáraó uralkodása alatt. Udvari főírnok, a papok elöljárója, királyi háznagy és talán orvos volt. Sírját Aszjúttól délre találták meg, Deir Durunkában. Junit a sírban örökös hercegként és nemesemberként említik. Feleségét Renenutetnek hívták, és Ámon énekesnője volt; életnagyságú kettős szobruk előkerült fiuk, Amenhotep sírjából 1913-ban. Egy másik szobrán Junit Ozirisz szobrát tartalmazó szentéllyel ábrázolják.

## Fordítás
- Ez a szócikk részben vagy egészben  a   Yuny című angol Wikipédia-szócikk ezen változatának fordításán alapul.  Az eredeti cikk szerkesztőit annak laptörténete sorolja fel. Ez a jelzés csupán a megfogalmazás eredetét és a szerzői jogokat jelzi, nem szolgál a cikkben szereplő információk forrásmegjelöléseként.

## Külső hivatkozások
- Juni és felesége szobra. Metropolitan Museum of Art.